# Strada statale 438 Lauretana
La ex strada statale 438 Lauretana (SS 438), ora strada provinciale 438 Lauretana (SP 438), è una strada provinciale italiana, il cui percorso si snoda nella provincia di Siena.

## Percorso
La strada ha origine dalla ex strada statale 73 Senese Aretina nel centro abitato di Taverne d'Arbia, nel comune di Siena. Supera quindi il torrente Arbia ed entra nell'omonima frazione nel comune di Asciano, dove incrocia la linea ferroviaria Centrale Toscana nei pressi della stazione di Arbia.
Il tracciato si estende quindi nelle Crete Senesi, dove attraversa il fiume Ombrone e attraversa Asciano dove incrocia nuovamente la linea ferroviaria Centrale Toscana.
Continuando in direzione est, la strada supera la linea ferroviaria Asciano-Monte Antico, attraversa San Gimignanello e si innesta infine sulla strada statale 715 Siena-Bettolle, nel territorio comunale di Rapolano Terme.
In seguito al decreto legislativo n. 112 del 1998, dal 2001, la gestione è passata dall'ANAS alla Regione Toscana che ha provveduto al trasferimento dell'infrastruttura al demanio della Provincia di Siena.